# Ensitjar

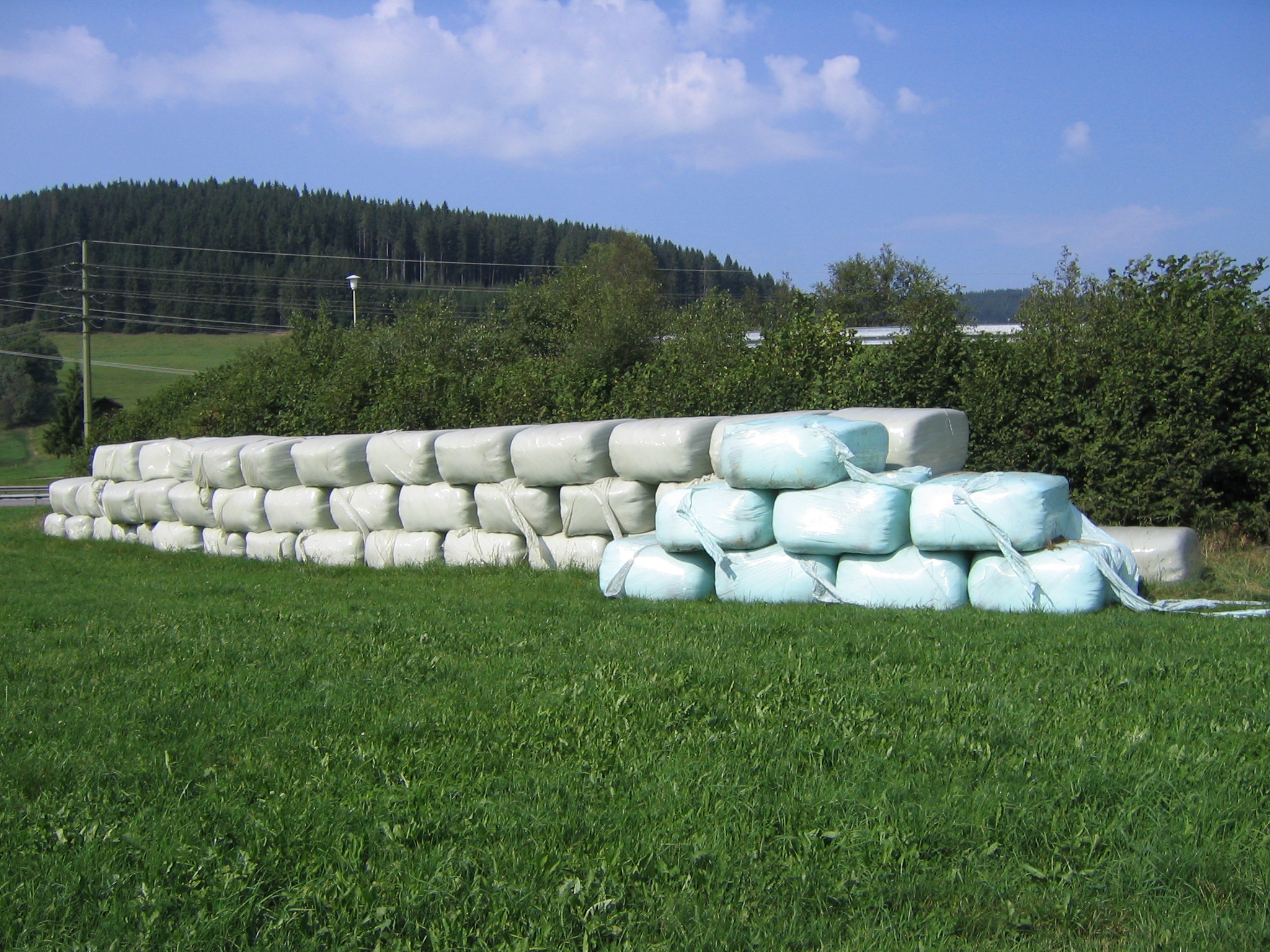
L'ensitjat en bales amb fulls de plàstic tendeix a substituir l'ensitjat fermentat en sitges

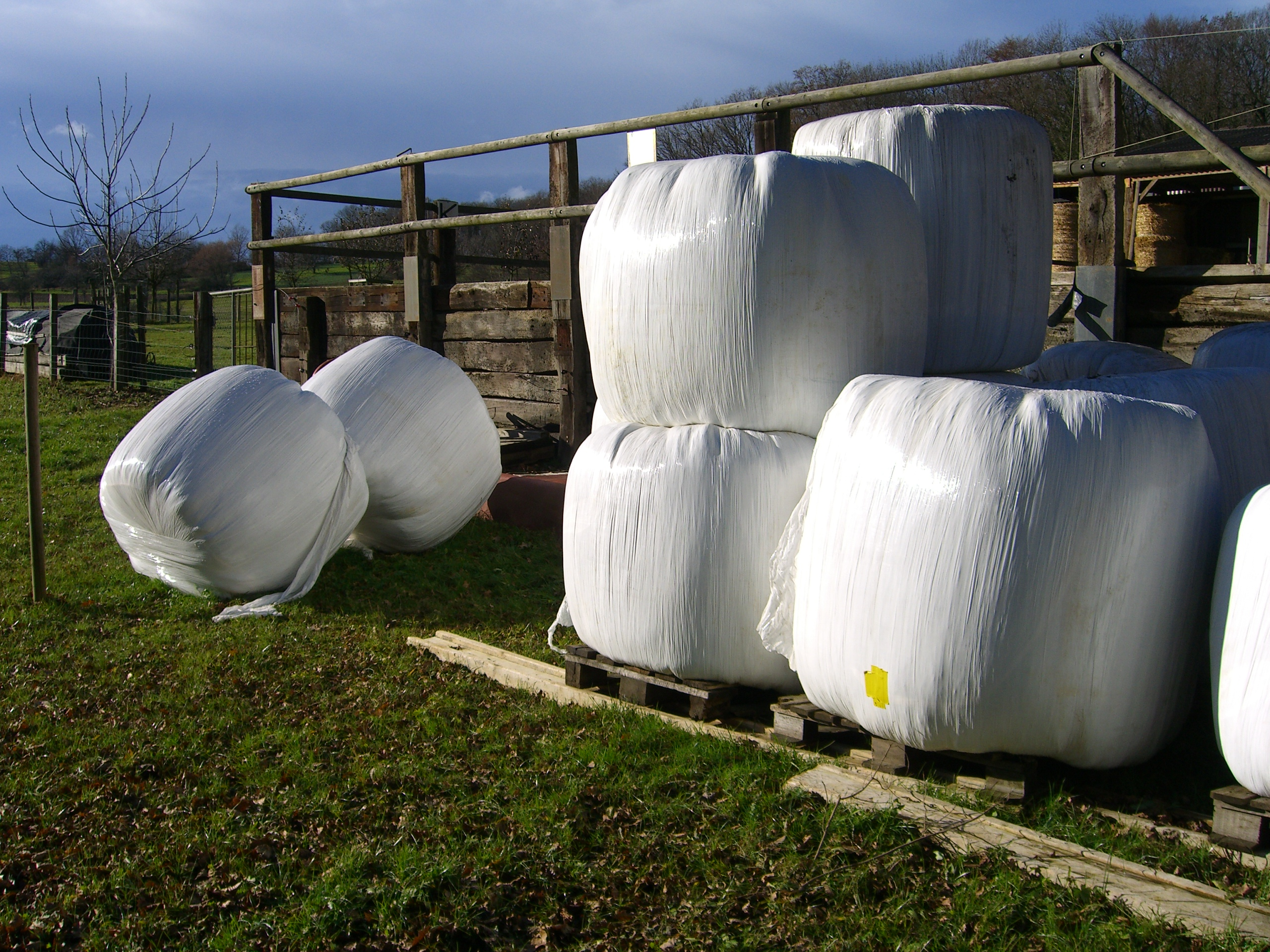
El plàstic blanc acumula menys calor

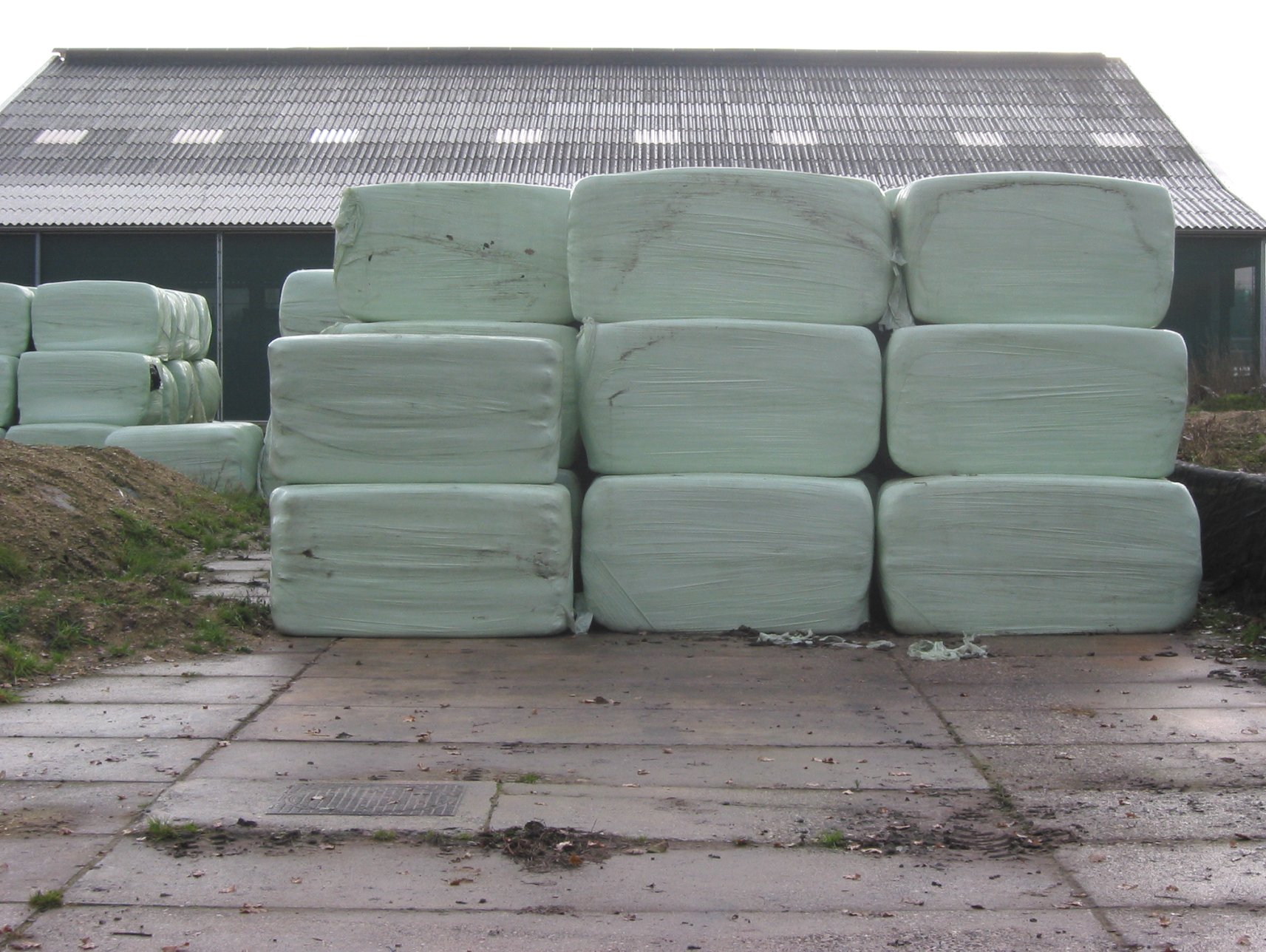
Les bales poden ser rectangulars per tal d'optimitzar l'emmagatzematge

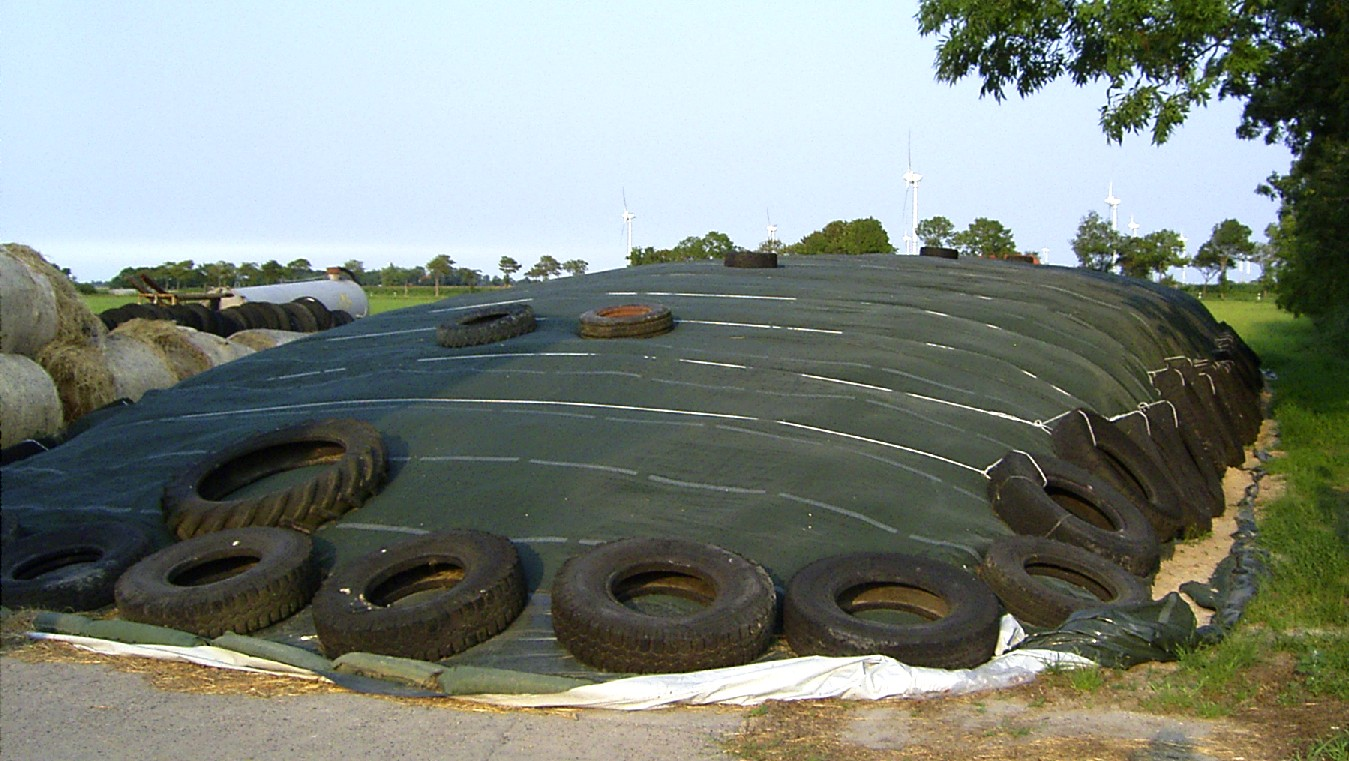
Sitja mig enterrada normalment utilitzada per ensitjar la polpa de bleda-rave

L'ensitjat és un mètode de conservació dels farratges a través de la via humida passant per una fermentació làctica (anaeròbica). En funció de les tècniques utilitzades s'obté un farratge àcid amb un percentatge d'humitat d'entre el 50% i el 85% aproximadament. Com a regla general l'anaerobiosi és més necessària com més alta és la taxa de matèria seca del producte. És el mètode de conservació principal agroramader a Europa durant el segle XX i conserva millor les qualitats nutritives que el sistema d'assecat natural (farroig).
L'ensitjat consisteix en l'emmagatzemament de la massa vegetal en un ambient tancat. Les sitges són tancades successivament aïllant la massa vegetal de l'ambient extern, impedint d'aquesta manera l'aportament d'oxigen. L'oxigen present de manera natural en l'interior de la massa es consum en el primer període de la maduració de l'ensitjat per part dels bacteris anaerobis presents en la mateixa planta. En els primers dies hi ha una fermentació acètica aeròbia que abaixa el pH fins a 4 - 5. L'acidificació de l'ambient de la sitja porta al desenvolupament de lactobacteris que inicien la fermentació làctica, portant el pH a un valor menor de 4.
L'ensitjat es fa no només pel farratge sinó també per emmagatzemar cereals que, d'aquesta manera, gràcies a l'ambient anaerobi, no poden arribar a l'autocombustió.
La dacsa s'ensitja molt sovint i es fa quan encara no està completament format el gra.

## Característiques d'un bon ensitjat
- Tenir el pH < 4
- Nitrogen amoniacal < 5-10% respecte al nitrogen lliure
- Absència d'àcid propiònic i àcid butíric
- Abundant àcid làctic
- Nitrogen soluble > 50% del nitrogen total.